# Ruth Hebler
Ruth Hebler (* 22. Januar 1973 in Trier) ist eine deutsche Cartoonistin. Bis 2018 zeichnete sie unter dem Pseudonym Sikitu.

## Leben und Werk
Hebler ist in Wittlich in der Eifel aufgewachsen und lebt in Köln. Als Autodidaktin eignete sie sich das Zeichnen von Cartoons an. Sie nahm über viele Jahre an der Sommerakademie für Komische Kunst der Caricatura Galerie in Kassel teil.
2014 gewann sie unter einem Pseudonym den Kunstpreis „Der Freche Mario“. 2018 belegte sie den 2. Platz beim Salzburger Karikaturenpreis. 2021 gewann sie den 2. Platz und 2023 den 3. Platz beim Deutschen Cartoonpreis.
Ihre Cartoons erschienen z. B. im Stern, Eulenspiegel, verschiedenen Tageszeitungen, Cartoonbüchern und Kalendern und sind regelmäßig in Ausstellungen zu sehen. Hebler ist Hauszeichnerin der Zeitschriften Sozial Extra und Endlich Eifel. Seit 2022 ist sie im Cartoonisten-Team des  Humanistischen Pressedienstes (hpd).